# اورکلییر
اورکلییر (به انگلیسی: Everclear) یک نوع عرق دو آتشه، ساخت شرکت آمریکایی Luxco است که از دانه‌های ذرت تهیه می‌شود. این نوشیدنی در بطری‌های دارای میزان الکل ۹۵٪ (خلوص الکل ۱۹۰) و ‌میزان الکل ۷۵.۵٪ (خلوص الکل ۱۵۱)  تولید می‌شود.